# Ludwigstraße 16 (Mönchengladbach)

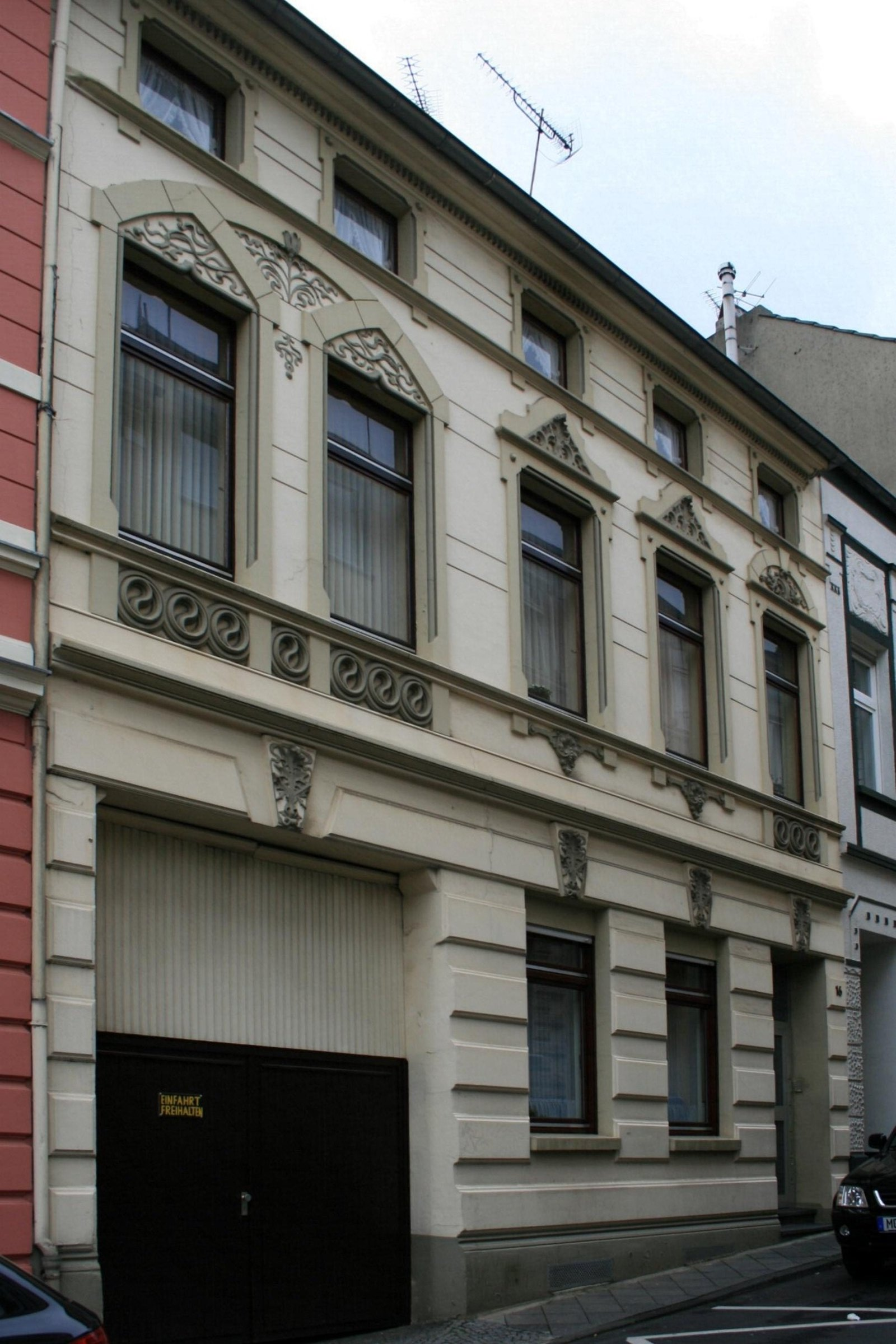
Wohnhaus (2010)

Das Wohnhaus Ludwigstraße 16 befindet sich in Mönchengladbach (Nordrhein-Westfalen) im Stadtteil Gladbach.
Das Gebäude wurde um die Jahrhundertwende 19./20. Jahrhundert erbaut. Es wurde unter Nr. L 025 am 15. Dezember 1987 in die Denkmalliste der Stadt Mönchengladbach eingetragen.

## Lage
Die Ludwigstraße liegt in der Nähe der westlichen historischen Stadtmauer. Das kurze Straßenstück ist beidseitig, fast vollständig mit Historismusbauten erhalten geblieben.

## Architektur
Bei dem Objekt handelt es sich um ein zweieinhalbgeschossiges Traufenhaus von fünf Achsen mit einem Satteldach und linksseitiger Toreinfahrt, das vor der Jahrhundertwende erbaut wurde.
Charakteristischer Vertreter eines Wohnhaustyps, der partiell im rückwärtigen Anbau gewerblich genutzt wurde. Aufgrund seines Standortes aus städtebaulichen und architekturhistorischen Gründen schützenswert.